# Nepetoideae
Nepetoideae es una subfamilia de plantas de flores perteneciente a la familia Lamiaceae que tiene los siguientes géneros y tribus.

## Tribus y Géneros
- Tribu: Elsholtzieae
  - Géneros: Collinsonia - Elsholtzia - Keiskea - Mosla - Perilla
- Tribu: Lavanduleae
  - Géneros: Lavandula
- Tribu: Mentheae
  - Géneros:Acanthomintha - Acinos - Agastache - Blephilia - Bystropogon - Calamintha - Cedronella - Chaunostoma - Cleonia - Clinopodium - Conradina - Cuminia - Cunila - Cyclotrichium - Dicerandra - Dorystaechas - Dracocephalum - Drepanocaryum - Eriothymus - Glechoma - Glechon - Gontscharovia - Hedeoma - Hesperozygis - Hoehnea - Horminum -  Hymenocrater - Hyssopus - Kudrjaschevia - Kurzamra - Lallemantia - Lepechinia - Lophanthus - Lycopus - Marmoritis - Meehania - Melissa - Mentha - Meriandra - Micromeria - Minthostachys - Monarda - Monardella - Neoeplingia -Nepeta' - Origanum - Pentapleura - Perovskia - Piloblephis - Pitardia - Pogogyne - Poliomintha - Prunella - Pycnanthemum - Rhabdocaulon - Rhododon - Rosmarinus - Saccocalyx - Salvia - Satureja - Schizonepeta - Thymbra - Thymus - Zataria - Zhumeria - Ziziphora
- Tribu: Ocimeae
  - Géneros:Acrocephalus - Aeollanthus - Alvesia - Anisochilus - Asterohyptis - Basilicum - Becium - Benguellia - - Bovonia - Capitanopsis - Capitanya - Catoferia - Ceratanthus - Dauphinea - Endostemon - Eriope - Eriopidion - Erythrochlamys - Fuerstia - Geniosporum - Hanceola - Haumaniastrum - Hemizygia - Holostylon - Hoslundia - Hypenia - Hyptidendron - Hyptis -  Isodictyophorus - Isodon - Leocus - Limniboza - Marsypianthes - Mesona - Neohyptis - Nosema - Ocimum - Octomeron - Orthosiphon - Peltodon - Perrierastrum - Platostoma - Plectranthus - Puntia - Pycnostachys - Rhaphiodon - Solenostemon - Symphostemon - Syncolostemon - Tetradenia - Thorncroftia